# Чемпионат Беларуси по футболу 1995
5-й национальный чемпионат Беларуси проходил с 10 июля по 6 ноября 1995 года. Чемпионат состоял всего из одного круга, так как в следующем сезоне планировался переход на систему «весна-осень». Впервые за победу команда получала 3 очка, а не 2, как раньше. Победителем в 5-й раз подряд стало минское «Динамо».

## Изменения по сравнению с предыдущим сезоном
Клубы, вышедшие в Первую лигу из Второй лиги по итогам сезона 1994/95:
- МПКЦ — 1-е место во Второй лиге сезона 1994/95, дебютант Первой лиги.
- «Атака-Аура» — 2-е место во Второй лиге сезона 1994/95, дебютант Первой лиги.

Клубы, покинувшие Первую лигу по итогам сезона 1994/95:
- «Гомсельмаш» — 15-е место в Первой лиге сезона 1994/95.
- «Локомотив» (Витебск) — 16-е место в Первой лиге сезона 1994/95.

## Участники
| Клуб       | Город     | Стадион             | Главный тренер       |
| ---------- | --------- | ------------------- | -------------------- |
| Атака-Аура | Минск     | Трактор             | Яков Шапиро          |
| Бобруйск   | Бобруйск  | Спартак             | Александр Сабинин    |
| Ведрич     | Речица    | Речицадрев          | Владимир Астратенко  |
| Двина      | Витебск   | Динамо              | Вячеслав Акшаев      |
| Динамо     | Брест     | Динамо              | Владимир Геворкян    |
| Динамо     | Минск     | Динамо, Трактор     | Иван Щёкин           |
| Динамо-93  | Минск     | Трактор             | Виктор Сокол         |
| Днепр      | Могилёв   | Спартак, Химволокно | Валерий Стрельцов    |
| Молодечно  | Молодечно | Городской           | Людас Румбутис       |
| МПКЦ       | Мозырь    | Юность              | Анатолий Юревич      |
| Неман      | Гродно    | ЦСК «Неман»         | Иван Летяго          |
| Обувщик    | Лида      | Городской           | Андрей Петров        |
| Торпедо    | Минск     | Торпедо             | Владимир Косаковский |
| Торпедо    | Могилёв   | Торпедо             | Михаил Басс          |
| Шахтёр     | Солигорск | Строитель           | Геннадий Плотников   |
| Шинник     | Бобруйск  | Спартак             | Олег Волох           |

## Итоговая таблица
| М  | Команда            | И  | В  | Н | П  | М     | О  | Примечания                      |
| -- | ------------------ | -- | -- | - | -- | ----- | -- | ------------------------------- |
| 1  | «Динамо» Минск     | 15 | 12 | 2 | 1  | 42-13 | 38 | Квал. раунд Кубка УЕФА          |
| 2  | МПКЦ Мозырь        | 15 | 11 | 3 | 1  | 44-9  | 36 | Квал. раунд Кубка кубков        |
| 3  | «Динамо-93» Минск  | 15 | 10 | 2 | 3  | 28-15 | 32 | Квал. раунд Кубка УЕФА          |
| 4  | «Атака-Аура» Минск | 15 | 8  | 5 | 2  | 26-7  | 29 | Групповой раунд Кубка Интертото |
| 5  | «Молодечно»        | 15 | 8  | 1 | 6  | 33-19 | 25 |                                 |
| 6  | «Днепр» Могилёв    | 15 | 7  | 1 | 7  | 26-23 | 22 |                                 |
| 7  | «Двина» Витебск    | 15 | 5  | 5 | 5  | 12-12 | 20 |                                 |
| 8  | «Неман» Гродно     | 15 | 6  | 1 | 8  | 20-35 | 19 |                                 |
| 9  | «Торпедо» Минск    | 15 | 5  | 3 | 7  | 12-27 | 18 |                                 |
| 10 | «Динамо» Брест     | 15 | 5  | 2 | 8  | 27-32 | 17 |                                 |
| 11 | «Торпедо» Могилёв  | 15 | 4  | 5 | 6  | 17-21 | 17 |                                 |
| 12 | «Обувщик» Лида     | 15 | 4  | 4 | 7  | 15-23 | 16 |                                 |
| 13 | «Шахтёр» Солигорск | 15 | 4  | 4 | 7  | 12-20 | 16 |                                 |
| 14 | «Ведрич» Речица    | 15 | 4  | 3 | 8  | 22-20 | 15 |                                 |
| 15 | «Шинник» Бобруйск  | 15 | 4  | 3 | 8  | 17-29 | 15 | Переходные матчи                |
| 16 | «Бобруйск»         | 15 | 0  | 2 | 13 | 6-64  | 2  | Выбывание во Вторую лигу        |

- Из регламента чемпионата-1995:

в случае равенства очков у двух или более команд места определяются:
- - — по большему числу побед во всех матчах чемпионата;
  - — по результатам игр между собой (Шахтёр Солигорск — Обувщик Лида — 1:3);
  - — по лучшей разности забитых и пропущенных мячей во всех матчах (Ведрич Речица — Шинник Бобруйск — 1:1).

## Результаты матчей
|                     | 1   | 2   | 3   | 4   | 5   | 6   | 7   | 8   | 9   | 10  | 11  | 12  | 13  | 14  | 15  | 16  |
| ------------------- | --- | --- | --- | --- | --- | --- | --- | --- | --- | --- | --- | --- | --- | --- | --- | --- |
| 1. Динамо Минск     |     | —   | —   | 0:0 | 2:0 | —   | 3:1 | —   | 5:1 | 5:2 | —   | 6:2 | 1:1 | —   | —   | 6:1 |
| 2. МПКЦ             | 2:1 |     | 2:2 | —   | —   | 1:0 | —   | 7:0 | —   | —   | 3:1 | —   | —   | 3:0 | 4:0 | —   |
| 3. Динамо-93        | 0:2 | —   |     | 1:1 | 4:1 | —   | —   | —   | 3:1 | 1:0 | —   | 2:1 | 1:0 | —   | —   | 6:0 |
| 4. Атака-Аура       | —   | 1:1 | —   |     | —   | —   | —   | —   | —   | 3:1 | 0:0 | —   | 4:0 | 1:0 | 3:0 | +:- |
| 5. Молодечно        | —   | 2:1 | —   | 1:0 |     | 2:1 | 0:1 | 1:3 | —   | —   | 4:0 | —   | —   | 2:1 | 6:1 | —   |
| 6. Днепр            | 0:1 | —   | 1:3 | 0:0 | —   |     | —   | —   | 3:2 | 4:3 | —   | 3:0 | 0:1 | —   | —   | 5:1 |
| 7. Двина            | —   | 1:1 | 0:1 | 0:2 | —   | 1:2 |     | 2:0 | —   | —   | 1:0 | —   | —   | 1:0 | 1:1 | —   |
| 8. Неман            | 2:3 | —   | 2:0 | 0:4 | —   | 4:1 | —   |     | —   | 2:3 | —   | 1:0 | 1:0 | —   | —   | 3:0 |
| 9. Торпедо Минск    | —   | 0:5 | —   | 2:1 | 0:4 | —   | 0:0 | 1:0 |     | —   | 0:3 | —   | —   | 1:0 | 0:1 | —   |
| 10. Динамо Брест    | —   | 0:3 | —   | —   | 3:2 | —   | 1:1 | —   | 1:2 |     | 3:0 | 1:1 | —   | —   | 4:2 | —   |
| 11. Торпедо Могилёв | 0:2 | —   | 1:3 | —   | —   | 2:1 | —   | 1:1 | —   | —   |     | —   | 0:0 | 2:2 | —   | 5:1 |
| 12. Обувщик         | —   | 0:3 | —   | 1:3 | 1:0 | —   | 0:2 | —   | 1:1 | —   | 0:0 |     | —   | 3:0 | 0:0 | —   |
| 13. Шахтёр          | —   | 1:3 | —   | —   | 1:1 | —   | 1:0 | —   | 0:1 | 3:1 | —   | 1:3 |     | —   | —   | 2:1 |
| 14. Ведрич          | 1:2 | —   | 3:0 | —   | —   | 1:3 | —   | 9:0 | —   | 2:0 | —   | —   | 0:0 |     | —   | 2:1 |
| 15. Шинник          | 0:3 | —   | 0:1 | —   | —   | 1:2 | —   | 3:1 | —   | —   | 0:2 | —   | 3:1 | 1:1 |     | —   |
| 16. Бобруйск        | —   | 0:5 | —   | —   | 0:7 | —   | 0:0 | —   | 0:0 | 1:4 | —   | 0:2 | —   | —   | 0:4 |     |

## Переходные матчи
По регламенту 15-я команда Первой лиги боролась за выживание со 2-й командой Второй лиги. Победу в двухматчевом противостоянии одержал бобруйский «Шинник».
| Команда 1         | Итог | Команда 2            | 1-й матч | 2-й матч |
| ----------------- | ---- | -------------------- | -------- | -------- |
| Шинник (Бобруйск) | 3:2  | Коммунальник (Пинск) | 0:2      | 3:0      |

## Статистика
- Самый посещаемый клуб — МПКЦ (средний показатель — 7090 зрителей).
- Самый низко посещаемый клуб — «Торпедо Минск» (средний показатель — 1027 зрителей).
- На счету хозяев 60 выигрышей (61,9 %), гостей — 37 (38,1 %).
- Самые успешные клубы в домашних матчах — МПКЦ (19 очков из 21) и «Динамо Минск» (20 очков из 24).
- Самый успешный клуб в выездных матчах — «Динамо Минск» (18 очков из 21).
- Самый популярный счёт — 1:0 (20 матчей).
- Наибольшее количество крупных побед — МПКЦ (7).
- Наибольшее количество крупных поражений — «Бобруйск» (10).
- 137 футболистов забили как минимум один мяч.
- Зафиксировано 11 хет-триков и 31 дубль.
- Реализовано 34 пенальти из 41 назначенных (82,9 %).
- Самая крупная победа — 9:0 (матч «Ведрич» — «Неман»).
- Самый крупный счёт — 9:0 (матч «Ведрич» — «Неман»).

## Лучшие бомбардиры
| Место | Футболист          | Клуб         | Мячи |
| ----- | ------------------ | ------------ | ---- |
| 1     | Сергей Яромко      | МПКЦ         | 16   |
| 2     | Пётр Качуро        | Динамо Минск | 15   |
| 3     | Валентин Белькевич | Динамо Минск | 11   |
| 4     | Максим Ромащенко   | МПКЦ         | 10   |
| 4     | Павел Шавров       | Динамо-93    | 10   |

## Лучший футболист 1995 года
| место | игрок              | клуб           |
| ----- | ------------------ | -------------- |
| 1.    | Валентин БЕЛЬКЕВИЧ | «Динамо» Мн    |
| 2.    | Сергей ГЕРАСИМЕЦ   | «Бней Иегуда»  |
| 3.    | Сергей ГУРЕНКО     | «Локомотив» Мс |

## Гол+Пас
| Место | Футболист          | Клуб         | Очки (Г+П) |
| ----- | ------------------ | ------------ | ---------- |
| 1     | Сергей Яромко      | МПКЦ         | 21 (16+5)  |
| 2     | Пётр Качуро        | Динамо Минск | 20 (15+5)  |
| 3     | Валентин Белькевич | Динамо Минск | 20 (11+9)  |
| 4     | Александр Кульчий  | МПКЦ         | 17 (5+12)  |
| 5     | Александр Гавлуш   | Атака-Аура   | 13 (7+6)   |